# فرودگاه تیانشویی میجیشان
فرودگاه تیانشویی میجیشان (به انگلیسی: Tianshui Maijishan Airport) یک فرودگاه نظامی و همگانی با کد یاتا THQ است . این فرودگاه در کشور چین قرار دارد .

## شرکت‌های هواپیمایی و مقصدهای پروازی
| شرکت‌های هواپیمایی      | مقصدهای پروازی                                                                               |
| ---------------------- | -------------------------------------------------------------------------------------------- |
| China Express Airlines | چنگچینگ ییانگبی، دالیان ژووشویزی، هانگجو ژیاشان، نانجینگ لوکو، تیانجین بینهای، شی‌آن شیان‌یانگ |
| جوی ایر                | شی‌آن شیان‌یانگ                                                                                |